# Iwan Kinow
Iwan Atanassow Kinow (bulgarisch Иван Атанасов Кинов; * 25. April 1893 in Ljutibrod; † 2. Januar 1967 in Sofia) war ein bulgarischer Politiker und Generaloberst.

## Leben
Iwan Kinow gehörte ab 1911 der späteren Bulgarischen Kommunistischen Partei an. Er beteiligte sich am Septemberaufstand des Jahres 1923 und emigrierte dann in die Sowjetunion. Dort wurde er Mitglied der Roten Armee. 1929 absolvierte er die Militärakademie Frunse, 1938 die Generalstabs-Akademie der UdSSR.
Nach der am 9. September 1944 erfolgten Machtübernahme durch die Kommunisten in Bulgarien kehrte er nach Bulgarien zurück und beteiligte sich am Aufbau der Bulgarischen Armee. Von 1944 bis 1949 war er Chef des bulgarischen Generalstabs. Von 1945 bis 1950 und von 1955 bis 1962 war er Mitglied des Zentralkomitees der Partei. In den Jahren von 1954 bis 1960 war er stellvertretender bulgarischer Minister für Volksverteidigung.
Er befasste sich mit Militärtheoretik und veröffentlichte zur Militärgeschichte. Kinow wurde mit dem Orden Georgi Dimitrow ausgezeichnet.